# Childia triangulifera
Childia triangulifera är en plattmaskart som först beskrevs av Westblad 1942.  Childia triangulifera ingår i släktet Childia, och familjen Childiidae. Arten är reproducerande i Sverige.